# Pao-šan (Jün-nan)
Pao-šan (čínsky pchin-jinem Bǎoshān, znaky 保山) je městská prefektura v Čínské lidové republice, kde leží na západě provincie Jün-nan u hranice s Barmou. Celá prefektura má rozlohu 19 063 čtverečních kilometrů a roku 2020 v ní žilo necelých dva a půl milionu obyvatel.
Severozápadní hranicí prefektury je hranice s Barmou, její severovýchodní hranicí je řeka Mekong. Středem prefektury od severu k jihu protéká řeka Salwin.
Přes prefekturu vede významná silnice ze Žuej-li do Kchun-mingu.

## Správní členění
Městská prefektura Pao-šan se člení na pět celků okresní úrovně, a sice jeden městský obvod, jeden městský okres a tři okresy.
| Lung-jang městský okres · Tcheng-čchung okres · Lung-ling okres · Š’-tien okres · Čchang-ning |        |                       |             |                                         |
| Název                                                                                         | Název  | Počet obyvatel (2020) | Rozloha km² | Hustota zalidnění (obyv. na km²) (2020) |
| český přepis                                                                                  | znaky  | Počet obyvatel (2020) | Rozloha km² | Hustota zalidnění (obyv. na km²) (2020) |
| Městský obvod                                                                                 |        |                       |             |                                         |
| Lung-jang                                                                                     | 隆阳区 | 903 081               | 4 827       | 187                                     |
| Městský okres                                                                                 |        |                       |             |                                         |
| Tcheng-čchung                                                                                 | 腾冲市 | 642 481               | 5 710       | 113                                     |
| Okresy                                                                                        |        |                       |             |                                         |
| Lung-ling                                                                                     | 龙陵县 | 272 769               | 2 816       | 97                                      |
| Š’-tien                                                                                       | 施甸县 | 293 022               | 1 936       | 151                                     |
| Čchang-ning                                                                                   | 昌宁县 | 319 858               | 3 775       | 85                                      |
|                                                                                               |        |                       |             |                                         |
| Celkem                                                                                        | Celkem | 2 431 211             | 19 063      | 128                                     |

## Partnerská města
- Myitkyina, Myanmar